# Vad (okręg Neamț)
Vad – wieś w Rumunii, w okręgu Neamț, w gminie Dragomirești. W 2011 roku liczyła 756 mieszkańców.